# محمد صالح البحر
محمد صالح البحر (1968-) كاتب ومسرحي وناقد مصري، ولد في محافظة قنا، حصل على بكالوريوس من كلية الإعلام بجامعة القاهرة، تقلد منصب الأمين العام لمؤتمر أدباء مصر في دورته الثامنة والعشرين، وهو الآن عضو بلجنة القصة بالمجلس الأعلى للثقافة.
نُشرت أعماله في العديد من الصحف المصرية والعربية، كما أُنتج له الفيلم التسجيلي (كريستال) عن تدهور صناعة الفخار بمحافظة قنا، تتعدد النشاطات الثقافية له حيث شارك في عضوية الأمانة العامة لمؤتمر أدباء مصر لأكثر من دورة.

## مؤلفات
- «أزمنة الآخرين» (قصص)، 1999.
- «ثلاث خطوات باتجاه السماء» (قصص)، وزارة الثقافة، الهيئة العامة لقصور الثقافة، 2008.[3]
- «حقيبة الرسول»، رواية، دار العين للنشر، 2010.[4]
- «موت وردة»، رواية، 2013.[5]
- «نصف مسافة»، رواية، الدار المصرية اللبنانية، 2014.[6]
- «فريكيكو» (مسرحية للطفل)، 2015.
- قسوة الآلهة، روافد للنشر والتوزيع، 2017.[7]
- حتى يجد الأسود من يحبه: رواية، روافد للنشر والتوزيع، 2019.[8]
- للشيطان اغنيته الجميلة، حزب التجمع الوطني التقدمي الوحدوي، 2005.[9]

## نقد ودراسات عنه
- محمد صالح البحر يفتش حقيبة الرسول"، د. مصطفى إبراهيم محمد الضبع، الهيئة المصرية العامة للكتاب، 2013.[10]
- «حقيبة الرسول وخلخلة الانساق الثقافية»، د. ممدوح فراج النابي.
- «خطوات محمد صالح البحر نحو الأسطورة الواقعية»، د. سيد البحراوي.
- «جدل الحداثة وبلاغة الخطاب المتعدد»، د. شعيب خلف.
- «حقيبة الرسول وتوظيف الأسطوري»، عبد الحافظ بخيت.
- «موت وردة وما خفي كان أعظم»، محمد عبد المنعم زهران.
- «التخييل وفلسفة الحالة السردية»، محمد عطية محمود.
- «أزمنة صالح البحر»، فؤاد حجازي.
- «جغرافية الزمان والمكان وثلاثية المنظور في رواية موت وردة»، محمد عكاشة.
- «موت وردة بين الروايات العالمية، محركات العالم الروائي.. التقنية السردية والمؤثر الثقافي»، ياسر المحمدي.
- «أركتايبية المكان في الصعيد»، د. شعيب خلف.
- «نصف مسافة البحر»، أحمد أبو خنيجر.
- «استلهام الماضي في ثلاث خطوات باتجاه السماء»، حسن الجوخ.
- «محمد صالح البحر حارس الحكايات»، طارق فراج.

## جوائز
- جائزة المسابقة الثقافية لاتحاد شباب العمال عام 1994.
- جائزة المسابقة الثقافية لاتحاد الشباب التقدمي عام 1994.
- جائزة المسابقة الثقافية لإقليم وسط وجنوب الصعيد الثقافي عام 1998.
- جائزة المسابقة المركزية لهيئة قصور الثقافة في القصة عام 2001.
- جائزة المسابقة الثقافية لمؤسسة اقرأ في القصة أعوام 2001، 2002، 2003.
- جائزة الشارقة للإبداع العربي في الرواية عام 2004.
- جائزة فلسطين الدولية (غسان كنفاني للسرد القصصي) في الرواية عام 2012.